# Halligkeit
Mit dem Begriff Halligkeit wird die Empfindung eines Hörereignisses beschrieben, bei dem neben Direktschall auch reflektierter Schall (Raumschall) vorhanden ist, der aber nicht als Wiederholung des Schallsignals empfunden wird. 
Was Halligkeit ist, kann am besten an einem Beispiel erläutert werden:
Betritt man einen großen Raum, in dem sich in großer Entfernung ein Sprecher, Sänger oder Instrumentalist (Schallsender) befindet, dann ist die Schalldarbietung „Hallig“. Dabei sind die Sprachverständlichkeit und die Durchsichtigkeit bei Musikdarbietungen eher gering. Je mehr man sich dem „Sender“ nähert, umso schwächer wird die Empfindung der Halligkeit, bis die Schalldarbietung in unmittelbarer Sendernähe fast „trocken“ wirkt. Die Halligkeit hängt also vom Verhältnis des Pegels des spät (bei Sprache > 50 ms, bei Musik > 80 ms) eintreffenden Schalls zum Pegel der frühen Anteile ab. Eine Halligkeit hat bei Musik bis zu einer gewissen Lautstärke eine positive verschmelzende Wirkung.
Die Halligkeit hat nur indirekt mit dem Nachhall zu tun, da der Pegel des Raumschalls proportional der Wurzel aus der Nachhallzeit ist.
Die Halligkeit ist bei allen elektroakustischen Übertragungen – außer bei binauralen Tonaufnahmen für Kunstkopfstereofonie – viel stärker als beim natürlichen Hören. Bei Sprachaufnahmen in sehr gedämpften Räumen kann sie bereits durch relativ schwache Reflexionen nach 20 ms oder später unerwünscht stark sein.